# Àcid periòdic
L'àcid periòdic, o àcid(VII)iòdic és un oxoàcid del iode que té la fórmula química HIO₄ o H₅IO₆.
En solució aquosa diluïda, l'àcid periòdic existeix com un oxoni discret (H₃O+) i ions metaperiodat (IO₄−). Quan és més concentrat, es forma àcid ortoperiòdic, H₅IO₆; aquest es dissocia en ions oxoni i ortoperiodat (IO₆5−). En la pràctica coexisteixen els ions metaperiodat i ortoperiodat en equilibri químic dependent del pH:
IO₄− + 6 H₂O  IO₆5− + 4 H₃O+

L'àcid periòdic es fa servir en química orgànica per l'anàlisi estructural. L'àcid periòdic aferrarà diols vicinals en dos fragments aldehid i cetona. Això pot ser útil per determinar l'estructura dels carbohidrats. També s'usa en la síntesi orgànica com a agent oxidant de moderada força.